# Gibara
Gibara är en ort i Kuba.   Den ligger i provinsen Provincia de Holguín, i den östra delen av landet, 700 km öster om huvudstaden Havanna. Gibara ligger 23 meter över havet och antalet invånare är 27 603.
Terrängen runt Gibara är platt. Havet är nära Gibara åt nordost. Runt Gibara är det ganska tätbefolkat, med 104 invånare per kvadratkilometer. Närmaste större samhälle är Rafael Freyre, 16,9 km sydost om Gibara. Trakten runt Gibara består till största delen av jordbruksmark.